# منزل محمد باقر نيلفروشان
منزل محمد باقر نيلفروشان (بالفارسية: خانه محمدباقر نیلفروشان) هو منزل تاريخي يعود إلى عصر القاجاريون، ويقع في أصفهان.